# Neotamias speciosus
Tamias speciosus — вид гризунів родини Sciuridae. Він мешкає в американському штаті Каліфорнія на висоті від 1500 до 3000 метрів.

## Опис
Самиці більші за самців. Самиці мають середню масу тіла 55-69 грамів, тоді як самці в середньому 50–60 грамів. Разом з вагою, довжина тіла у самок коливається в межах 197–229 мм, а у самців — 200–222 мм. Візерунки тіла залишаються однаковими в обох статей, оскільки вони мають характерні білі спинні та лицьові смуги, де центральні спинні смуги менш помітні і ближчі до жовто-білого кольору, ніж бічні білі смуги. У порівнянні з іншими близькими родичами, цей вид має темніші та ширші лицьові смуги. Інші помітні візерунки тіла включають темно-чорні спинні смуги, відсутність чорної смуги під помітною білою бічною смугою, яскраво-помаранчеве забарвлення боків і оранжево-сіре забарвлення плечей, сіре підчерев'я і сіре охвістя. Відомо, що верхня частина голови, маківка, має коричневе забарвлення з деякими сірими вкрапленнями. Хвіст довший у самиць, коливається в межах 13–22 мм і характеризується чорним кінчиком і корицевим тілом.

## Спосіб життя
Tamias speciosus живуть переважно у високогірних регіонах до лінії дерев на висоті від 1500 до 3300 метрів над рівнем моря. Зазвичай вони мешкають у змішаних лісах, хоча склад лісів може сильно відрізнятися в різних регіонах. Періодичні лісові пожежі змінюють середовище існування тварин, але вигорілі ділянки швидко заселяються іншими видами.
T. speciosus веде денний спосіб життя, і його можна спостерігати переважно в середині дня. Він живе як на землі, так і часто лазить по деревах, хоча на деревах живе частіше, ніж інші бурундуки. Тварини харчуються переважно травоїдною їжею — насінням і плодами хвойних дерев, жолудями та іншими частинами рослин. Комахи, особливо гусениці, дрібні хребетні та яйця птахів також є частиною їхнього раціону. Підземні гриби також вживаються в їжу, але, на відміну від споріднених видів, вони не становлять великої частки раціону. Тварини збирають їжу і створюють запаси їжі, відіграючи важливу роль у поширенні насіння і розповсюдженні дерев, особливо у випадку вітророзповсюджуючих видів, таких як сосна Джеффрі. Вони знаходять схованки переважно за запахом, а вологий ґрунт сприяє пошуку. Тварини впадають у сплячку, але можуть залишати гніздо в теплі зимові дні, а в м'які роки можуть бути активними протягом усього року. Початок зимової сплячки залежить від погоди і часто починається лише після сильного снігопаду. Тварини знову залишають гніздо в березні-квітні, зазвичай пізніше на більших висотах, ніж у нижчих регіонах.
Шлюбний період у цього виду настає навесні, у березні-квітні, і на рік буває лише один виводок. Період вагітності становить близько 30 днів, а діти з'являються на світ на початку літа. Середній виводок складається з трьох-шести дитят.